# Liste der Comarcas in Extremadura
Dies sind die Comarcas in der Extremadura, Spanien.

## Provinz Badajoz

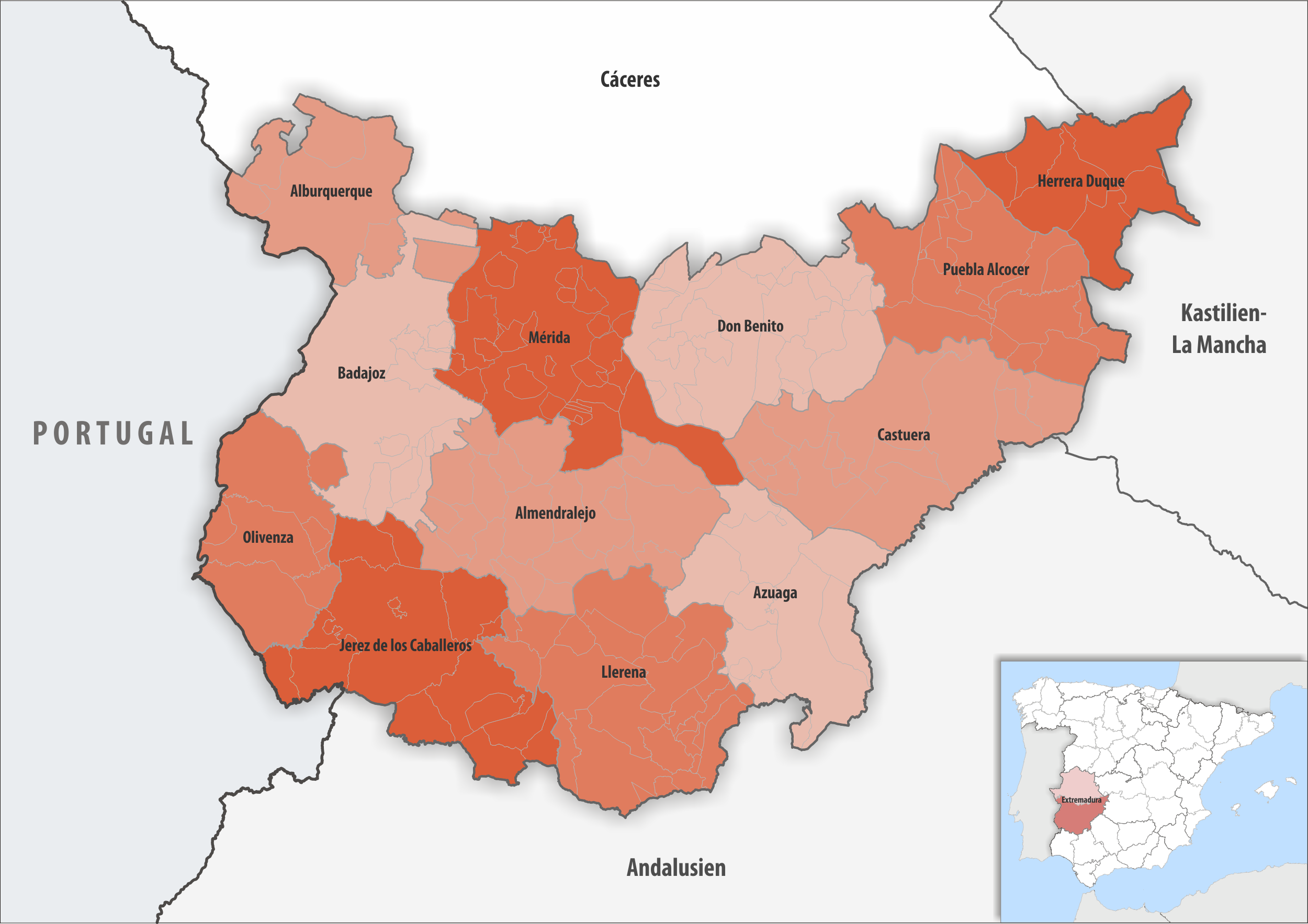
Comarcas in der Provinz Badajoz

| Comarca                 | Gemeinden | Einwohner (2024) | Fläche km² | Dichte Einw./km² | Hauptort                |
| ----------------------- | --------- | ---------------- | ---------- | ---------------- | ----------------------- |
| Alburquerque            | 6         | 17.566           | 1.300,50   | 14               | Alburquerque            |
| Almendralejo            | 23        | 109.492          | 2.133,33   | 51               | Almendralejo            |
| Azuaga                  | 11        | 17.036           | 1.668,35   | 10               | Azuaga                  |
| Badajoz                 | 11        | 169.788          | 1.876,99   | 90               | Badajoz                 |
| Castuera                | 13        | 25.596           | 2.230,15   | 11               | Castuera                |
| Don Benito              | 18        | 93.365           | 1.959,02   | 48               | Don Benito              |
| Herrera Duque           | 6         | 7.960            | 1.124,57   | 7                | Herrera del Duque       |
| Jerez de los Caballeros | 16        | 40.477           | 2.143,51   | 19               | Jerez de los Caballeros |
| Llerena                 | 18        | 27.880           | 2.158,02   | 13               | Llerena                 |
| Mérida                  | 24        | 116.837          | 2.049,50   | 57               | Mérida                  |
| Olivenza                | 7         | 24.553           | 1.305,88   | 19               | Olivenza                |
| Puebla Alcocer          | 12        | 14.420           | 1.819,24   | 8                | Puebla de Alcocer       |
| Provinz Badajoz         | 165       | 664.970          | 21.769,06  | 31               | Badajoz                 |

## Provinz Cáceres

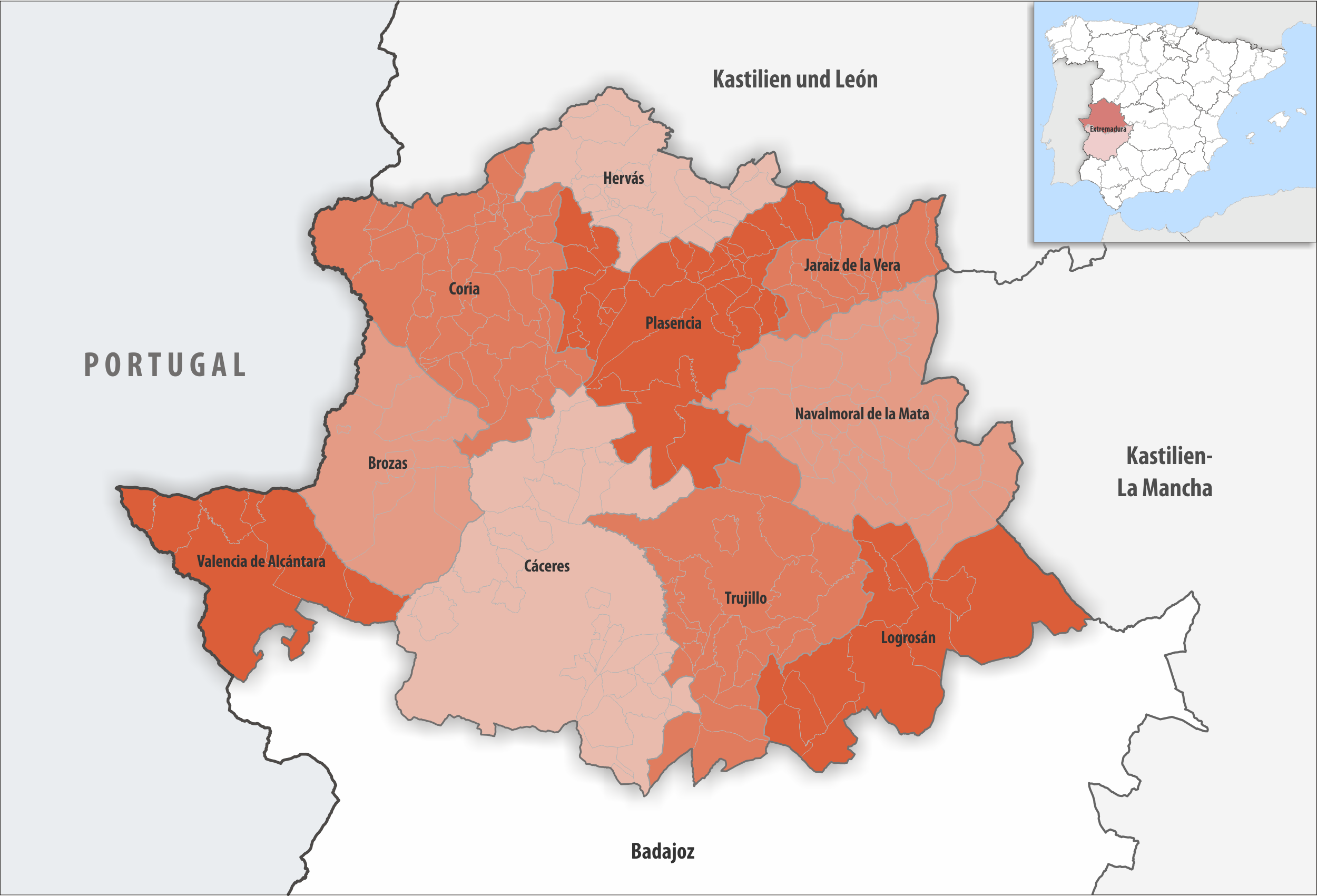
Comarcas in der Provinz Cáceres

| Comarca               | Gemeinden | Einwohner (2024) | Fläche km² | Dichte Einw./km² | Hauptort              |
| --------------------- | --------- | ---------------- | ---------- | ---------------- | --------------------- |
| Brozas                | 9         | 8.582            | 1.578,59   | 5                | Brozas                |
| Cáceres               | 28        | 131.970          | 3.716,69   | 36               | Cáceres               |
| Coria                 | 38        | 42.031           | 2.333,56   | 18               | Coria                 |
| Hervás                | 24        | 19.714           | 1.164,44   | 17               | Hervás                |
| Jaraiz de la Vera     | 14        | 21.587           | 704,31     | 31               | Jaraíz de la Vera     |
| Logrosán              | 12        | 11.847           | 1.986,91   | 6                | Logrosán              |
| Navalmoral de la Mata | 34        | 41.632           | 2.444,96   | 17               | Navalmoral de la Mata |
| Plasencia             | 33        | 72.002           | 2.241,60   | 32               | Plasencia             |
| Trujillo              | 23        | 30.525           | 2.316,23   | 13               | Trujillo              |
| Valencia de Alcántara | 8         | 7.930            | 1.377,53   | 6                | Valencia de Alcántara |
| Provinz Cáceres       | 223       | 387.820          | 19.864,82  | 20               | Cáceres               |